# Василівка (Волноваський район)
Васи́лівка — село Волноваської міської громади Волноваського району Донецької області, Україна.

## Загальні відомості
Василівка підпорядкована Рибинській сільській раді. Населення становить 91 особу. Відстань до райцентру становить близько 10 км і проходить переважно автошляхом Т 0512. Територія села межує із землями с. Старогнатівка, Бойківський район, Донецької області.

## Населення

### Мова
Розподіл населення за рідною мовою за даними перепису 2001 року:
| Мова       | Кількість | Відсоток |
| ---------- | --------- | -------- |
| російська  | 73        | 80.22%   |
| українська | 18        | 19.78%   |
| Усього     | 91        | 100%     |

За даними перепису 2001 року населення села становило 91 особу, з них 19,78 % зазначили рідною мову українську та 80,22 % — російську.